# Ancient
Ancient — норвежская группа, исполняющая black metal, сформированная в 1992. Группа выпустила 7 студийных альбомов под лейблом Metal Blade Records. Поначалу Ancient использовали «сырой» звук, характерный для Darkthrone, но, начиная с альбома The Cainian Chronicle, звучание группы стало более атмосферным, сродни Emperor. После периода потрясений, касающихся состава, участники группы решили расширить круг используемых инструментов до скрипки и синтезатора, а также использовать женский вокал.

## История
Изначально группа являлась сольным проектом гитариста Афазеля (Aphazel) в 1992 году. Позднее к коллективу присоединился Гримм как вокалист и ударник. Вместе они записали демо Eerily Howling Winds в 1993 году и EP Det Glemte Riket в 1994-м. Впоследствии группа подписала контракт с Listenable Records и выпустила свой дебютный альбом под названием Svartalvheim. После выпуска EP Trolltaar в 1995 году, Гримм покинул группу.
Афазель переехал в Соединённые Штаты, где встретил Лорда Кайафаса, участника блэк-метал-группы Вирджинии Grand Belial's Key, который скоро стал вокалистом и ударником Ancient. Позднее к группе присоединились новые участники: Кимберли Госс (женский вокал, синтезатор) и Kjetil (ударник). Команда записала второй полноформатный альбом The Cainian Chronicle и отправилась в европейский тур.
В 1997 году, Госс была заменена вокалисткой Erichte, а Kjetil — новым гитаристом и клавишником, вступившим в Ancient под именем Jesus Christ. Группа с обновлённым составом выпустила третий студийный альбом, Mad Grandiose Bloodfiends. После мирового турне Афазель встретил Deadly Kristin, которая стала новой вокалисткой группы, а также принял решение переехать в Италию.
1998 год принёс множество перемен в составе: за барабаны сел новый участник Krigse, Dhilorz появился в коллективе в роли басиста, а Лорд Кайафас покинул группу. В 1999 году был выпущен The Halls of Eternity; вокалистом на пластинке являлся уже сам Афазель. В течение нового турне, в том числе и на первых скандинавских концертах группы, а также на фестивале Wacken Open Air в 2000 году Ancient выступал с новым барабанщиком по имени GroM, который присоединился к группе в мае 2000-го. Сборник EP, названный God Loves the Dead, вышел в свет в январе 2001-го.
Пятый студийный альбом Ancient, Proxima Centauri, записанный на Los Angered Recording (студии Andy LaRocque) и обработанный в Sterling Sound, увидел свет 15 октября, 2001 года. Далее последовало турне, включающее в себя посещение Мексики, Восточной Европы и Израиля (то, что Ancient являются первой зарубежной блэк-метал-группой, дающей концерты в Израиле — неверно, так как известно, что первыми блэк-метал коллективами, выступившими в Восточной Европе, были Aeba и Ancient Rites). После завершения турне, Deadly Kristin приняла решение об уходе из группы.
13 июля 2004 года Ancient выпустили шестой студийный альбом, Night Visit. Пластинка была записана в Studio Fredman при участии известного шведского продюсера Фредрика Нордстрема. В 2005-м группа отправилась в очередной европейский тур, названный «A Night VisiTour» вместе с Illdisposed и Final Breath в качестве поддержки. После окончания турне GroM внезапно заявил об уходе из группы для начала собственной карьеры в Лос-Анджелесе.
Афазаль и Deadly Kristin, работая в сайд-проекте Dreamlike Horror, выпустили альбом под лейблом Sleaszy Rider Records (Греция) в июне 2005-го.
На протяжении всех лет сотрудничества с Ancient, ударник GroM записывал и выпускал множество пластинок в сайд-проектах, а также играл в других коллективах как приглашённый музыкант. Известно, что GroM работал вместе с культовыми итальянскими группами, работающими в жанрах прогрессивного и блэк метала, такими, как Hortus Animae, Opposite Sides, Hate Profile, The 'K', K-Again и Dragonheart.
Демо-альбомы Ancient, включая и Eerily Howling Winds, были переизданы в 2005 году на сборнике Eerily Howling Winds — The Antediluvian Tapes. С тех пор группа уйдёт в затишье, которое продлится три года, а вскоре Metal Blade Records и вовсе разорвёт контракт с Ancient по причине потери интереса к подобному направлению в метал-музыке.
В 2009 году Ancient воссоединились вновь, вместе с Николасом Баркером для серии новых live-выступлений.
Тем временем звукозаписывающая студия Metal Blade Records выпустила сборник, включающий в себя студийные альбомы группы: 'The halls of eternity', 'God loves the dead' & 'Proxima Centauri'.
В 2011 году главный участник Ancient Афазель принял решение сократить своё имя до Зель, а также поделился планами о создании нового студийного альбома.

## Состав

### Нынешний состав
- Зель (ранее известный как Афазель) — гитара (с 1992), основной вокал (с 1998), бас-гитара (1992—1998), драм-машина (1992—1993), клавишные (1993—1998)
- Dhilorz — бас-гитара (с 1999)
- Jesus Christ! — клавишные (с 1997), гитара (1997—1998, 2004), бас-гитара (1997—1998), фортепиано, виолончель (1997—1998)

### Бывшие участники
- Grimm — вокал, ударные (1993—1995)
- Kimberly Goss — женский вокал (1995—1997), клавишные (1997)
- Deadly Kristin (born Hayam Nur as Sufi) — вокал, дарк-арт (1998—2003)
- Lord Kaiaphas — вокал (1995—1999), ударные (1995—1998), приглашённый участник для основного вокала (2004)
- Kjetil — ударные (1995—1997)
- Erichte — женский вокал (1997—1998)
- Lazarus — клавишные (1998)
- Krigse — ударные (1998—2000)
- Scorpios — бас-гитара (1998—1999)
- GroM — ударные (2000—2005)

### Сессионные участники
- Baard — ударные (1997)
- Profana — ударные (1998)
- Thidra — гитара (2000—2001)
- Andrea Trapasso — клавишные (2004)
- Aleister — гитара (since 2001)
- Nicholas Barker — ударные (since 2009)

### Приглашённые участники
- Neviah Luneville — вокал в «Envision the Beast» с альбома Night Visit
- Lady Omega — вокал в «Out in the Haunted Woods» с альбома Night Visit
- Moonbeam of Iblis — скрипка в «Envision the Beast» и «Night of the Stygian Souls» с альбома Night Visit
- Alex Azzali — дополнительная гитара в «Night of the Stygian Souls» с альбома Night Visit

## Дискография

### Студийные альбомы
- Svartalvheim (1994)
- The Cainian Chronicle (1996)
- Mad Grandiose Bloodfiends (1997)
- The Halls of Eternity (1999)
- Proxima Centauri (2001)
- Night Visit (2004)
- Back From the Land of the Dead (2016)

### EP
- Det Glemte Riket (1994)
- Trolltaar (1994)

### Демо
- Eerily Howling Winds (1993)

### Сборники
- Det Glemte Riket (1999)
- God Loves the Dead (2001)
- Eerily Howling Winds — The Antediluvian Tapes (2005)